# Arnold J. Toynbee
Arnold Joseph Toynbee, född 14 april 1889 i London, död 22 oktober 1975 i York i North Yorkshire, var en brittisk historiker vars historieverk A Study of History (1934-1961) i 12 band är en metahistoria över världshistorien, i vilken han analyserar civilisationers uppgång och fall.

## Biografi
Arnold J. Toynbee var brorson till Arnold Toynbee, en framstående ekonomisk historiker som han ofta förväxlas med. Han hade professurer vid King's College London, London School of Economics och Royal Institute of International Affairs (RIIA), och var direktör vid RIIA mellan 1925 och 1955. Han hade även politiska uppdrag. Under första världskriget hade han tjänst vid underrättelsetjänsten vid brittiska utrikesdepartementet, och var delegat vid Fredskonferensen i Paris 1919. Även under andra världskriget var han verksam vid utrikesdepartementet.
Det är emellertid som historiker han blivit berömd. A Study of History påminner om Oswald Spenglers historiesyn, men skiljer sig från dennes deterministiska betraktelsesätt och pessismism. Toynbee var vidare en stor beundrare av Ibn Khaldun. Till skillnad från andra historiker, som ägnade sig åt nationalstaters eller etniska gruppers historia, studerade Toynbee civilisationer, vilka han definierade utifrån kulturella kriterier. Västvärlden skilde han från de "ortodoxa civilisationerna" (Ryssland, Balkan) och även från Grek-romerska antikens civilisation. Civilisationer, menade Toynbee, uppstod som respons på utmaningar, där en minoritet erbjöd en grupp en lösning på utmaningens problem. Sådana utmaningar kunde vara fysiska eller sociala. Om civilisationen kunde bemöta utmaningen växte den, och om den misslyckades förföll den, menade Toynbee, och påstod: Civilizations die from suicide, not by murder. Sammanlagt identifierade han 30 civilisationer, levande och förfallna.
Senare blev Toynbee kritiserad för sin teori. I mycket skilde sig hans teorier från samtidens, eftersom han inte förklarade civilisationers uppkomst från rasistiska grunder, och heller inte marxistiskt som en kamp mellan klasser. Han uppfattades av somliga som en metafysiker snarare än en historiker, så till exempel av Pieter Geyl.

## Utmärkelser
Asteroiden 7401 Toynbee är uppkallad efter honom.